# 滄州體育場
沧州体育场（英語：Cangzhou Stadium）是一座位于中华人民共和国河北省沧州市的体育场，2010年5月破土动工，2012年12月竣工并投入试运营。曾为中国职业足球俱乐部沧州雄狮的主场。

## 简介
沧州体育场由澳大利亚杰克逊建筑设计有限公司和北京维拓时代设计有限公司联合设计，由北京建工集团承建，工程全部投资约8.5亿元人民币。体育场总占地面积540亩，总建筑面积6.36万平方米，主体结构参考了沧州铁狮子的莲花底座造型，由20片莲花瓣形状的聚四氟乙烯（PTFE）膜材罩棚所构成。场内设有网球馆、滑冰馆、两片天然草坪和一片人工草坪、网球场、板式网球场、篮球场、旱冰场等场地。
2013年正式投入运营以来，沧州体育场陆续承接了河北省第十四届运动会、沧州市第十三届、十四届运动会等多项体育赛事，并承办了多场演唱会。2021年，沧州体育场成为沧州雄狮（原石家庄永昌）主场，直至其解散。